# Yuki Kikuchi
Yuki Kikuchi (菊地勇樹, Kikuchi Yūki), né le 7 août 1980 à Katagami (Akita), est un joueur japonais de basket-ball.

## Palmarès

### Distinctions personnelles
- Bj League Commissioner's Special Awards (2011-12)

## Statistiques
| Année   | Équipe                   | Matches | Titul. | Min./m. | %tir | %3pts | %l-f  | rbds/m. | pass/m. | int/m. | ctr/m. | pts/m. |
| ------- | ------------------------ | ------- | ------ | ------- | ---- | ----- | ----- | ------- | ------- | ------ | ------ | ------ |
| 2010-11 | Akita Northern Happinets | 34      | 1      | 4.6     | .192 | .203  | 1.000 | 0.3     | 0.3     | 0.1    | 0.0    | 1.4    |
| 2011-12 | Akita Northern Happinets | 52      | 23     | 22.2    | .372 | .361  | .792  | 1.5     | 1.4     | 0.7    | 0.0    | 8.0    |
| 2012-13 | Akita Northern Happinets | 48      | 20     | 15.4    | .350 | .355  | .784  | 1.6     | 0.9     | 0.5    | 0.0    | 5.3    |
| Total   | Total                    | 134     | 44     | 15.3    | .344 | .341  | .800  | 1.2     | 0.9     | 0.5    | 0.0    | 5.4    |

### Playoffs
| Année   | Équipe | Matches | Titul. | Min./m. | %tir | %3pts | %l-f  | rbds/m. | pass/m. | int/m. | ctr/m. | pts/m. |
| ------- | ------ | ------- | ------ | ------- | ---- | ----- | ----- | ------- | ------- | ------ | ------ | ------ |
| 2011-12 | Akita  | 4       |        | 19.0    | .429 | .400  | 1.000 | 0.5     | 0.8     | 0.5    | 0.0    | 6.8    |